# Hylesia roseata
Hylesia roseata är en fjärilsart som beskrevs av Paul Dognin 1914. Hylesia roseata ingår i släktet Hylesia och familjen påfågelsspinnare. Inga underarter finns listade i Catalogue of Life.